# Chiasmini
Chiasmini  (лат.) — триба прыгающих насекомых из подсемейства цикадок Deltocephalinae (Cicadellidae). Встречаются всесветно. Среднего или мелкого размера цикадки белого, жёлтого, зеленоватого, серого, коричневого или чёрного цвета. Голова равна или шире пронотума. Макросетальная формула задних бёдер равна 2+1, 2+2, 2+1+1, или 2+2+1. Усики короткие (менее, чем 1,5x ширины головы). Жилкование передних крыльев сетчатое. Встречаются на травах, обильны на пастбищах. Вид Nephotettix virescens (Distant, 1908) и некоторые другие представители рода Nephotettix являются вредителями сельскохозяйственных культур и передают вирус тунгро риса в Юго-Восточной Азии, и могут приносить серьезные экономические потери. Наиболее близка к трибе Stenometopiini, обладающей сходным строением гениталий самок и самцов. Эти две трибы образуют кладу родственную к таксонам Eupelicini, Drakensbergenini и Evinus. 21 род, более 310 видов (Zahniser & Dietrich, 2013).
- Aconura Lethierry, 1876
- Aconurella Ribaut, 1948
- Athysanella Baker, 1898
- Baileyus Singh-Pruthi, 1930
- Chiasmus Mulsant & Rey, 1855 — typus
- Doratura sahlberg, 1871
- Doraturopsis Lindberg, 1935
- Driotura Osborn & Ball, 1898
- Exitianus Ball, 1929
- Gurawa Distant, 1908
- Icaia Linnavuori, 1973
- Leofa Distant, 1918
- Listrophora Boulard, 1971 (экс Eupelicini: Listrophorina)
- Nephoris Jacobi, 1912 (экс Athysanini)
- Nephotettix Matsumura, 1902
- Omaranus Distant, 1918
- Paraphrodes Linnavuori, 1979
- Picchusteles Linnavuori & DeLong, 1976
- Protochiasmus Zahniser, 2010
- Stenogiffardia Evans, 1977
- Zahniserius Duan & Zhang, 2012